# Zajčik
Zajčik (Зайчик) è un film del 1964 diretto da Leonid Fёdorovič Bykov.